# مولیکا هیل (نیوجرسی)
مولیکا هیل (به انگلیسی: Mullica Hill) یک منطقهٔ مسکونی در ایالات متحده آمریکا است که در شهره هاریسون واقع شده‌است. مولیکا هیل ۹٫۳۹۲ کیلومتر مربع مساحت و ۳٬۹۸۲ نفر جمعیت دارد و ۹ متر بالاتر از سطح دریا واقع شده‌است.